# Eublefàrids
Els eublefàrids (Eublepharidae) són una família de sauròpsids (rèptils) escatosos que inclou 30 espècies repartides en sis gènere. Habiten a Àsia, Àfrica i Amèrica del Nord. Els Eublefàrids, a diferència de la resta de Gekkota, no tenen ventoses a les potes per enganxar-se a les parets, i sí tenen parpelles.
L'espècie més comuna és el dragó lleopard, un animal molt comú en els terraris.

## Taxonomia
Els eublefàrids inclouen el gèneres següents:
- Aeluroscalabotes
- Coleonyx
- Eublepharis
- Goniurosaurus
- Hemitheconyx
- Holodactylus